# Питерсбург (Небраска)
Питерсбург (енгл. Petersburg) град је у америчкој савезној држави Небраска.

## Демографија
По попису из 2010. године број становника је 333, што је 41 (-11,0%) становника мање него 2000. године.
| Група             | 2000.       | 2010.       |
| Белци             | 365 (97,6%) | 323 (97,0%) |
| Афроамериканци    | 0 (0,0%)    | 0 (0,0%)    |
| Азијати           | 0 (0,0%)    | 0 (0,0%)    |
| Хиспаноамериканци | 7 (1,9%)    | 6 (1,8%)    |
| Укупно            | 374         | 333         |